# Croyances traditionnelles autochtones des Philippines

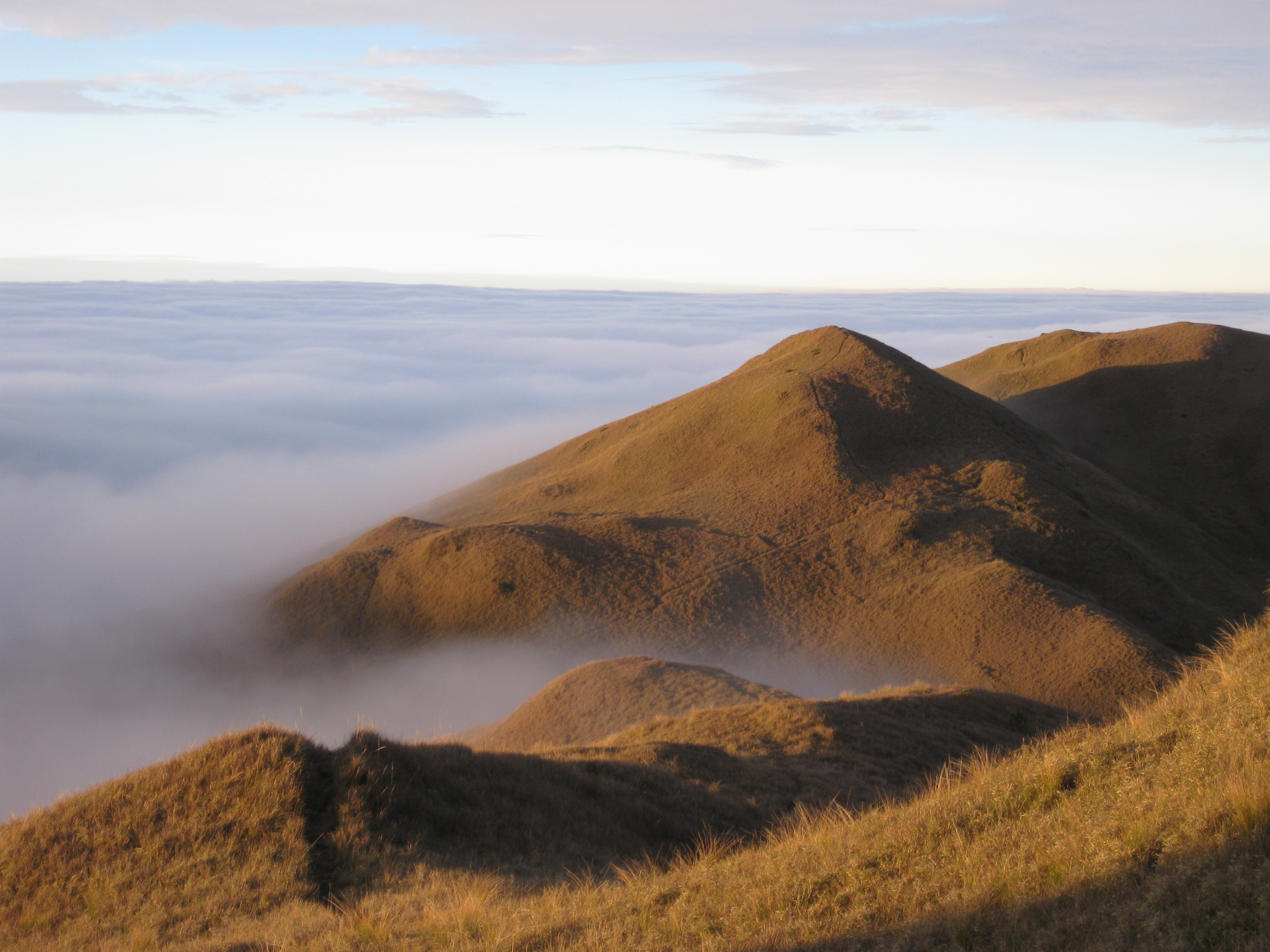
Le mont Pulag fait partie des nombreuses terres sacrées des adeptes des religions traditionnelles autochtones des Philippines. La tradition veut que les esprits ancestraux qui guident leurs descendants résident dans toute la montagne.

Les croyances traditionnelles autochtones des Philippines regroupent les systèmes religieux de divers groupes ethniques aux Philippines, relevant pour la plupart de l'animisme. En règle générale, ces religions portent le nom d'anito, d'anitisme ou encore de dayawisme, plus moderne et moins ethnocentrique,,,. Près de 0,23 % de la population philippine se réfère aux religions autochtones selon le recensement national de 2020, soit une augmentation par rapport aux 0,19 % du recensement de 2010.
La profusion de termes différents découle du fait que ces religions autochtones ont surtout prospéré dans la période précoloniale antérieure à l'unité nationale des Philippines. Les divers peuples philippins parlaient des langues différentes et utilisaient donc des termes différents pour décrire leurs croyances religieuses. Bien que ces croyances puissent être traitées comme des religions distinctes, les chercheurs ont noté qu'elles suivent un cadre structurel commun d'idées qui permettent de les réunir en un seul corpus d'étude. Les croyances religieuses autochtones philippines sont liées aux diverses religions d'Océanie et de l'Asie du Sud-Est maritime, qui plongent leurs racines dans les croyances austronésiennes comme celles des Philippines,.
Les récits folkloriques associés à ces croyances religieuses constituent ce qu'on appelle maintenant la mythologie philippine et revêtent un aspect important de l'étude de la culture philippine et de la psychologie philippine.

## Vision cosmogonique

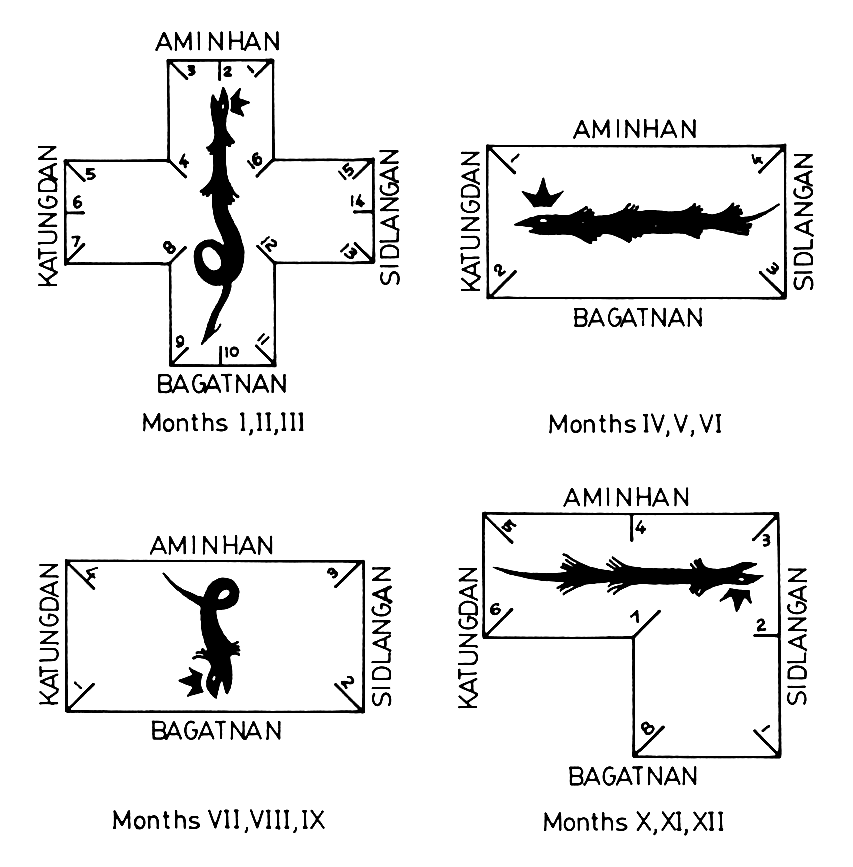
La rotation du dieu Bakunawa au cours d'une année civile, comme expliqué dans Signosan (1919). Les représentations racontent la compréhension ancestrale de l'adéquation de la création d'un foyer physique par rapport à un foyer spirituel précis. Il s'agit d'un des milliers de concepts autochtones liés à la chance, à rapprocher de certains concepts asiatiques continentaux tels que le feng shui.

### Principes de base
L'historien T. Valentino Sitoy, dans son étude des documents sur les croyances religieuses pré-espagnoles, note trois caractéristiques fondamentales qui ont façonné la vision religieuse du monde des Philippins dans tout l'archipel avant l'arrivée des colons espagnols. Premièrement, les Philippins croyaient en l'existence d'un monde spirituel parallèle, qui était invisible mais avait une influence sur le monde visible. Deuxièmement, les Philippins croyaient qu'il y avait des esprits (anito) partout - allant des grands dieux créateurs aux esprits mineurs qui vivaient dans l'environnement comme les arbres, les rochers ou les criques. Troisièmement, les Philippins croyaient que les événements dans le monde humain étaient influencés par les actions et les interventions de ces êtres spirituels.

### L'Anito
Anito est le vocable qui regroupe les esprits des ancêtres (umalagad), ou les esprits et divinités de la nature (diwata) dans les religions animistes des Philippines précoloniales. Pag-anito (également mag-anito ou anitohan ) fait référence à une séance, souvent accompagnée d'autres rituels ou célébrations, dans laquelle un chaman (bisaya : babaylan, tagalog : katalonan) agit comme un moyen de communiquer directement avec les esprits. Lorsqu'un esprit de la nature ou une divinité est spécifiquement impliqué, le rituel est appelé pagdiwata (également magdiwata ou diwatahan). Anito peut également désigner l'acte d'adoration ou un sacrifice religieux dédié à un esprit,,.
Lorsque les missionnaires espagnols arrivent aux Philippines, le vocable anito est associé aux représentations physiques des esprits qui figuraient en bonne place dans les rituels paganito. Pendant l'occupation américaine des Philippines (1898-1946), la signification du mot espagnol idolo (« chose vénérée ») se confond davantage avec le mot anglais idole, et ainsi anito finit par se référer presque exclusivement au,.
La croyance en l'anito est parfois appelée anitisme dans la littérature savante (en espagnol : anitismo ou anitería).

## Divinités et esprits

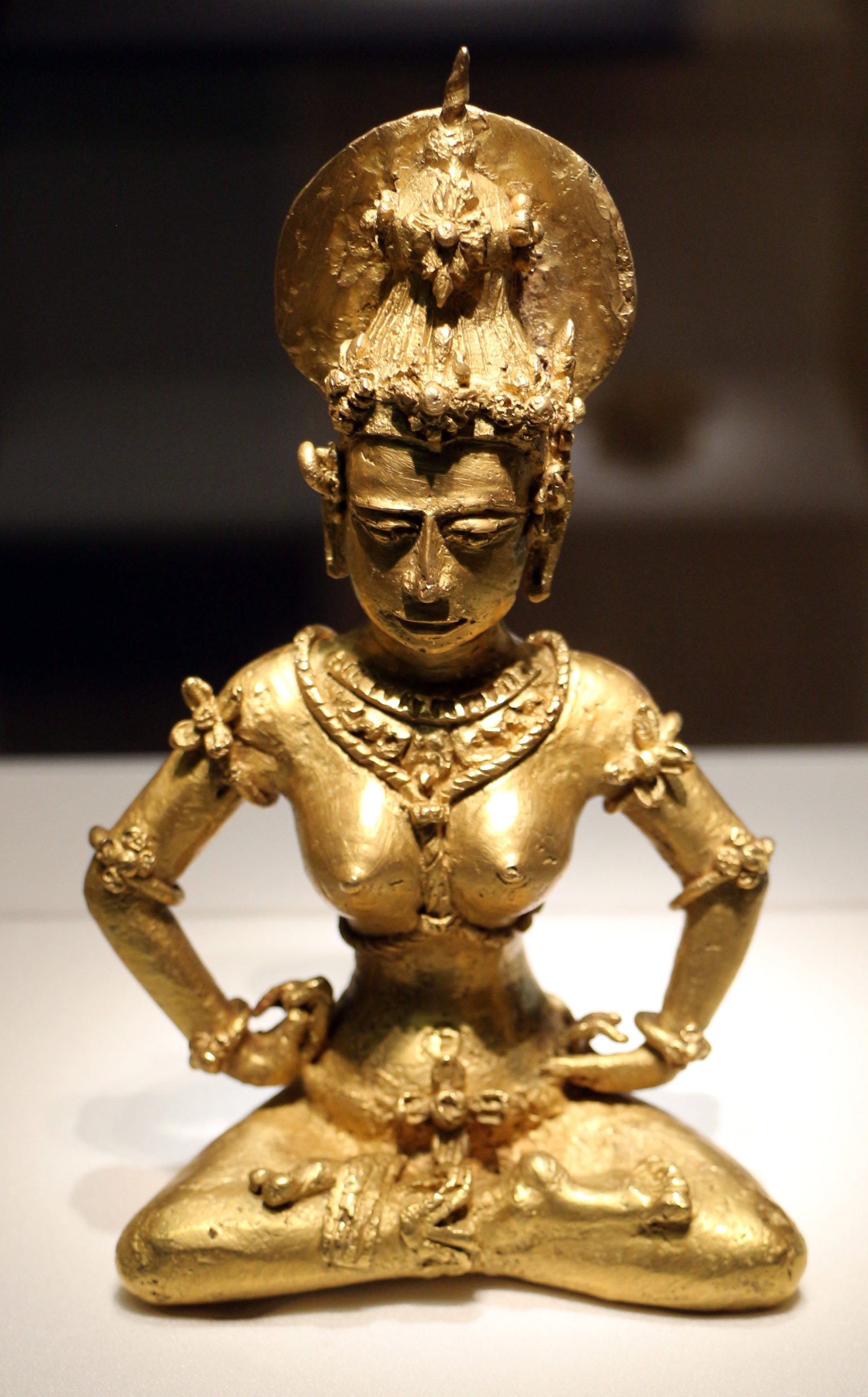
La statue agusan (vers 900–950) découverte en 1917 sur les rives de la rivière Wawa près d'Esperanza, Agusan du Sur, Mindanao aux Philippines.

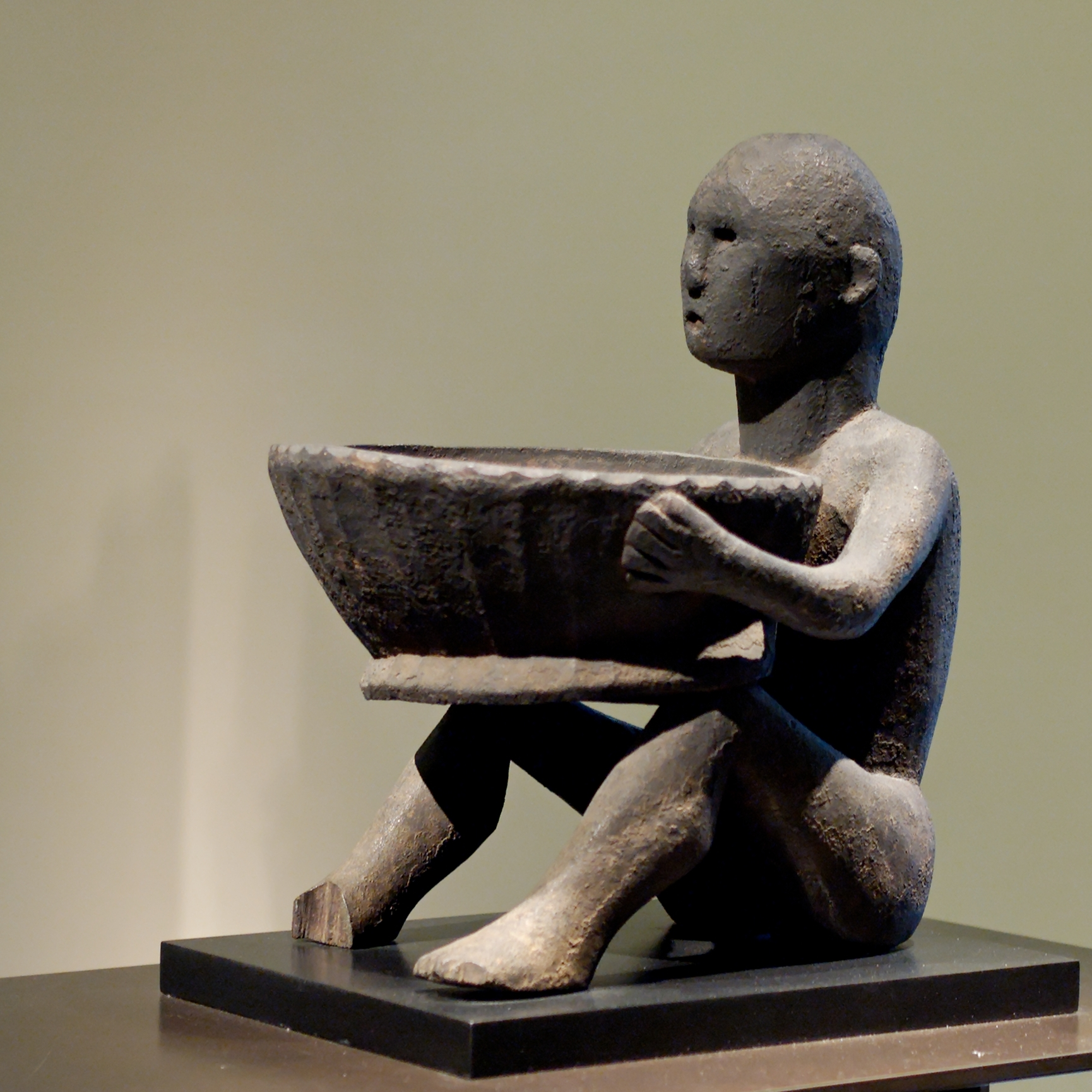
Bulul Ifugao du XVe siècle avec un pamahan (bol de cérémonie). Les adeptes des religions ancestrales croient que les dieux présidant aux récoltes résident dans leurs bululs. Le bulul sacré sur la photo est actuellement au Musée du Louvre en France.

### Démiurges des religions philippines
De nombreuses cultures philippines affirment l'existence d'un dieu supérieur, d'un dieu créateur ou d'un dieu du ciel. Chez les Tagalogs, le dieu suprême est connu sous le nom de Bathala, qualifié de Maykapal (le tout-puissant) ou de Lumikha (le créateur). Chez les peuples Visayan, le dieu créateur porte le nom de Laon, ce qui signifie l'Ancien. Chez les Manuvu, le dieu le plus élevé s'appelle Manama. Dans la plupart des peuples de la Cordillère (à l'exception de la région d'Apayao), le créateur et enseignant suprême est connu sous le nom de Kabuniyan.
Pour la plupart, les traditions religieuses philippines considéraient ces dieux comme des êtres trop grands et trop éloignés pour accéder aux suppliques du commun des mortels. Les adorateurs avaient donc tendance à porter davantage d'attention aux « déités mineures » ou aux « divinités assistantes » plus faciles d'accès et plus enclines à exaucer les demandes,.

### Les dieuxmineursdans les religions philippines
Les divinités mineures des religions philippines se rangent essentiellement en trois grandes catégories : les esprits de la nature résidant dans l'environnement, comme une montagne ou un arbre ; des esprits gardiens en charge d'aspects spécifiques de la vie quotidienne comme la chasse ou la pêche ; et des ancêtres déifiés ou des héros tribaux. Ces catégories se chevauchent fréquemment, les divinités individuelles se répartissant en deux catégories ou plus, et dans certains cas, les divinités évoluent d'un rôle à un autre, comme lorsqu'un héros tribal connu pour la pêche devient un esprit gardien associé à la chasse.

## L'âme et ses concepts

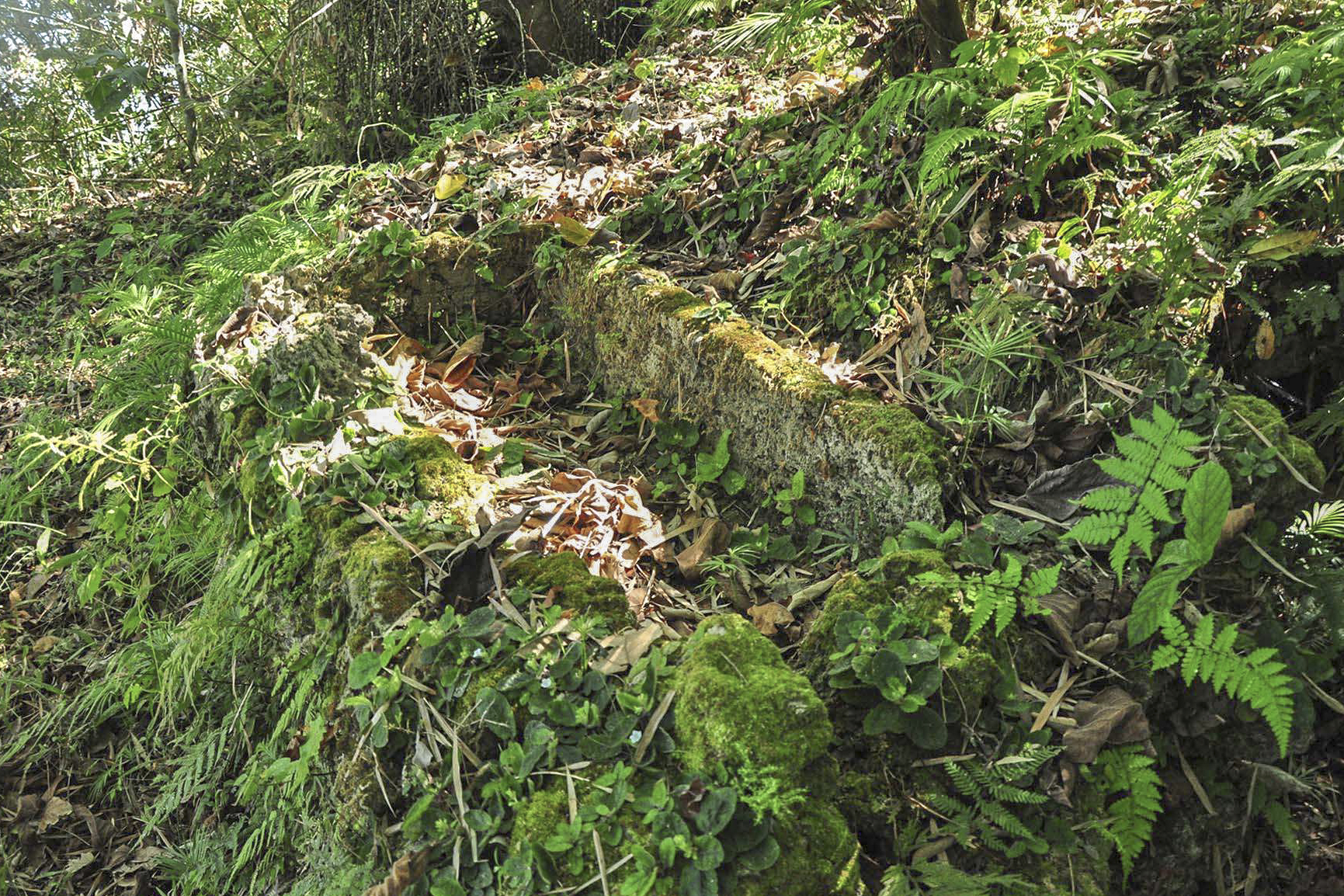
L'une des nombreuses tombes calcaires de Kamhantik (890-1030 apr. J.-C.), où les ancêtres étaient enterrés et scellés par des sarcophages. Les habitants attribuent la création de ces tombes à des divinités forestières, selon la tradition. Au début du XXe siècle, le site sacré est pillé et profané par l'occupant américain. Tous les sceaux des sarcophages sont volés dans le processus.

Chaque ethnie a sa propre conception de l'âme d'un être, voire de plusieurs âmes d'un être, comme c'est le cas notamment pour les humains. La tradition philippine considère dans la plupart des cas, qu'une personne a deux âmes, voire plus, de son vivant. L'origine de l'âme d'une personne est décrite au travers des récits traditionnels philippins, où chaque religion ethnique a son concept unique sur l'origine de l'âme, sa composition, sa conservation et ses façon de la soigner. Chaque tradition explique également d'autres questions sprituelles telles que le passage éventuel de l'âme après la vie. Dans certains cas, les âmes sont fournies par certaines divinités comme c'est le cas chez les Tagbanwa, tandis que selon d'autres groupes ethniques, l'âme vient de certaines régions particulières comme c'est le cas chez les Bisaya. Certaines personnes ont deux âmes comme les Ifugao, tandis que d'autres ont cinq âmes comme les Mangyan hanunuo. En général, la santé physique et mentale d'une personne contribue à la santé globale de son âme. Dans certains cas, si une âme est perdue, une personne tombera malade, et si toutes les âmes vivantes sont parties, le corps finit par mourir. Cependant, il existe également des cas où le corps peut encore vivre malgré la perte de toutes ses âmes, comme le phénomène appelé mekararuanan chez les Ibanag. Dans l'ensemble, prendre soin de soi est essentiel à la longue vie des âmes, qui à leur tour donnent une longue vie au corps,,,,.
Les fantômes ou esprits ancestraux, dans un concept général philippin, sont les esprits de ceux qui sont déjà morts. En d'autres termes, ce sont les âmes des morts. Ils sont différents des âmes des vivants, dans lesquelles, dans de nombreux cas, une personne possède deux âmes vivantes ou plus, selon le groupe ethnique. Chaque groupe ethnique des îles Philippines a ses propres termes pour les fantômes et autres types d'âmes. En raison de la grande diversité des mots indigènes pour les fantômes, des termes comme espirito  et multo, tous deux adoptés à partir de l'espagnol tels que muerto, ont été utilisés comme termes génériques pour les âmes ou les esprits des morts dans la culture philippine dominante. Alors que les fantômes dans les croyances occidentales sont généralement connus pour leur nature parfois horrible, les fantômes des morts des différents groupes ethniques des Philippines sont traditionnellement tenus en haute estime. Ces fantômes sont généralement appelés esprits ancestraux, en mesure de guider et de protéger leurs proches et leur communauté ; bien que les esprits ancestraux puissent également faire du mal s'ils ne sont pas respectés. Dans de nombreux cas, parmi divers groupes ethniques philippins, les esprits des morts sont traditionnellement vénérés et déifiés conformément aux anciens systèmes de croyance issus des traditions religieuses des Philippines.

## Symboles primordiaux

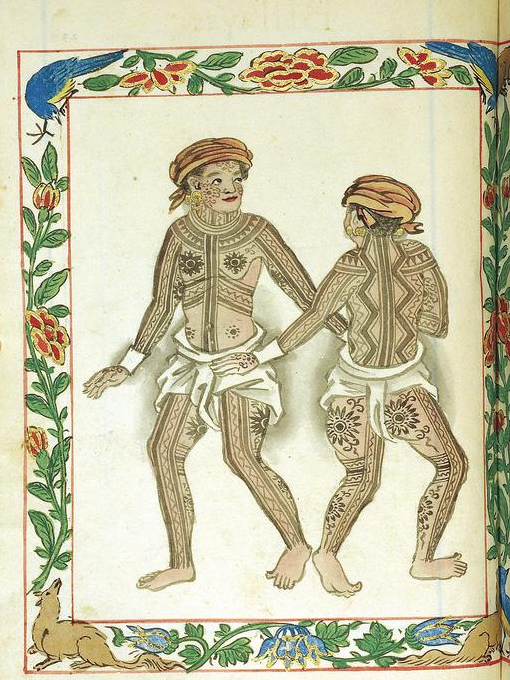
Certains symboles de tatouage reportés dans le Boxer Codex (1590). En raison de la colonisation espagnole, du racisme et de la stigmatisation qu'elle a apportée aux peuples autochtones tatoués, l'art du tatouage s'est progressivement estompé dans les cultures de l'archipel.

Au cours des différentes phases culturelles de l'archipel, des communautés spécifiques de personnes ont progressivement développé ou absorbé des symboles notables dans leurs systèmes de croyances. Nombres de ces symboles ou emblèmes sont profondément enracinés dans les épopées traditionnelles, les poèmes et les croyances précoloniales des peuples autochtones. Chaque groupe ethnique a son propre ensemble de symboles importants sur le plan culturel, mais il existe également des « symboles partagés » qui ont influencé de nombreux peuples ethniques dans telle ou telle région. Voici quelques exemples de symboles anitistes importants :
- okir - marque distincte du patrimoine culturel des peuples désormais musulmans dans des parties spécifiques du Mindanao ; le motif est remarquable pour n'utiliser que des symboles botaniques qui mettent en valeur une variété d'œuvres d'art en bois, en métal et même en pierre[20]
- symbole vulvaire - représentation  importante de fertilité, de santé et d'abondance des ressources naturelles ; la plupart des mythes associent également la vulve à la source de vie, de prospérité et de pouvoir[21]
- lingling-o - ornements spéciaux de fertilité avec des symboles et des formes spécifiques; notamment utilisé par le peuple ifugao aujourd'hui, mais a été historiquement utilisé par diverses personnes, jusqu'aux habitants du sud de Palawan[22]
- lune et soleil - très vénérés, présents en tant que divinités dans presque toutes les mythologies des Philippines ; les représentations solaires et lunaires sont remarquables dans les tatouages indigènes, ainsi que dans les riches ornements et vêtements[23]
- statues humaines - il existe une variété de statues humaines de fabrication autochtone telles que bulul, taotao et manang ; qui symbolisent tous les divinités de panthéons spécifiques [22]
- serpent et oiseau - deux symboles notables de force, de pouvoir, de création, de mort et de vie dans diverses mythologies ; pour les serpents, les représentations les plus notables incluent dragons, anguilles et serpents, tandis que pour les oiseaux, les représentations les plus notables sont les oiseaux bleus féeriques, les pics, les aigles, les martins-pêcheurs et les pics [23],[24]
- symbole phallique - associé à la création pour divers groupes ethniques; dans certains récits, le phallus était également une source de guérison et de maladie, mais la plupart des mythes associent le phallus à la fertilité[25]
- fleur – de nombreux tatouages et motifs textiles tournent autour de symboles floraux ; chaque groupe ethnique a son propre ensemble de fleurs préférées, dont beaucoup figurent dans leurs épopées et poèmes[24]
- crocodile - symbole de force et de vie après la mort ; les crocodiles sont également utilisés comme déflecteurs contre les mauvais présages et les mauvais esprits[23]
- montagne et forêt - de nombreuses montagnes et forêts sont considérées comme des divinités par certains groupes ethniques, tandis que d'autres les considèrent comme la maison des divinités comme dans les croyances des Aklanon, Bicolano, Hiligaynon, Kapampangan et Bagobo[26]
- le bambou et la noix de coco – symboles de création, de défense, de subsistance et de résilience ; de nombreux mythes de la création décrivent le bambou comme la source de l'humanité, tandis que dans d'autres, il a été utilisé par l'humanité avec la noix de coco[27]
- riz et plantes racines - diverses mythologies magnifient la tige de riz, les grains de riz et les plantes racines en tant que principales associations culturelles avec l'agriculture ; de nombreuses histoires décrivent ces cultures comme des dons du divin ayant nourri les peuples depuis des temps anciens[28]
- noix d'arec et vin - les noix d"arec et les vins remplissent d'importantes fonctions rituelles et de camaraderie entre de nombreux groupes ethniques ; ces deux objets sont notamment consommés à la fois par les mortels et les divinités, et dans certains mythes, ils conduisent également à des pactes de paix[29],[30],[31],[32].
- tatouage - les tatouages sont des symboles importants de statut, de réussite et d'embellissement dans de nombreuses croyances ethniques du pays ; parmi les motifs, on retrouve des crocodiles, des serpents, des rapaces, des soleils, des lunes, des fleurs, des rivières et des montagnes, entre autres[23]
- chien askal - les chiens sont représentés de diverses manières par de nombreuses mythologies ; beaucoup étant des compagnons (et non des serviteurs) des divinités, tandis que d'autres sont des gardiens indépendants; comme d'autres êtres, les mythes sur les chiens vont du bon au mauvais, mais la plupart les associent aux divinités[33],[34]
- mer, rivière et bateau - les symboles sur les mers, les rivières et autres plans d'eau sont des représentations notables dans diverses mythologies aux Philippines; un point commun frappant entre divers groupes ethniques est la présence de technologies uniques de type bateau, allant des énormes balangays aux rapides karakoas[35],[36],[37],[31]

## Chamanisme

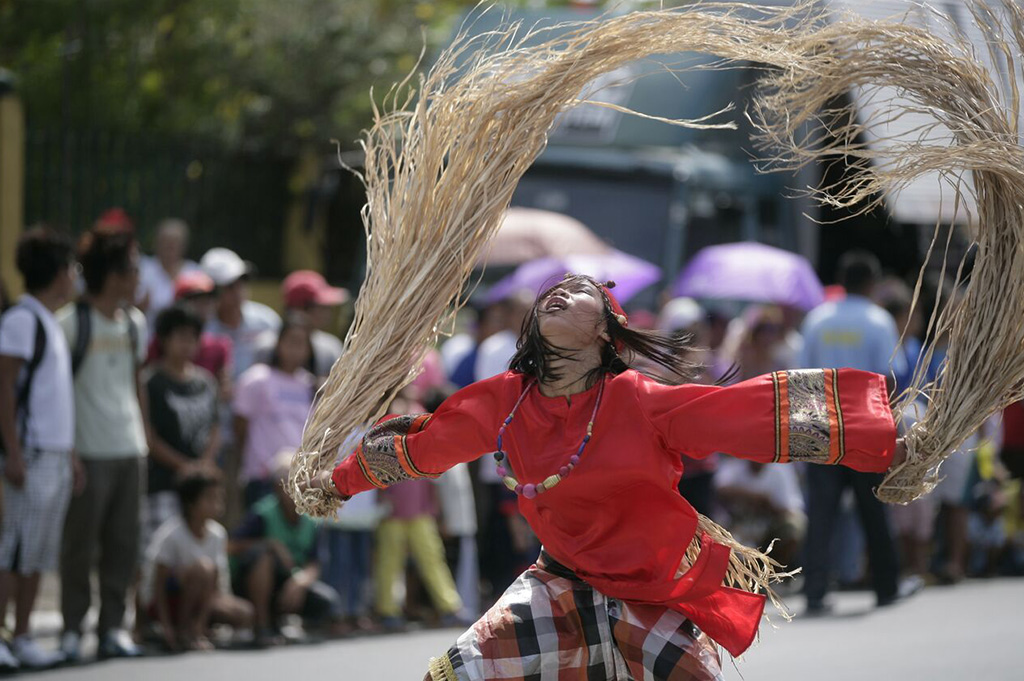
Une femme des Hiligaynon en tenue de babaylan (chaman visayan) lors d'un festival. Selon les archives espagnoles, la majorité des chamans précoloniaux étaient des femmes, tandis que l'autre partie était composée d'hommes féminisés. Tous deux étaient traités par les autochtones avec un grand respect, égal au datu (souverain du domaine). Sous domination espagnole, de nombreux chamans des îles ont été brutalisés au nom du christianisme, par misogynie ou racisme.

### Lesbabaylan
Les chamans autochtones étaient des chefs spirituels de divers peuples ethniques des îles philippines précoloniales . Ces bavaylan, dont beaucoup existent encore, étaient presque toujours des femmes ou des hommes efféminés (asog ou bayok). On croyait qu'ils avaient des guides spirituels, par lesquels ils pouvaient contacter et interagir avec les esprits et les divinités (anito ou diwata) et le monde des esprits . Leur rôle principal était de médium lors des rituels de pag-anito . Il y avait également divers sous-catégories de chamans spécialisés dans les arts de la guérison et de l'herboristerie, de la divination et de la sorcellerie. De nombreux types de chamans utilisent différents types d'objets dans leur travail, tels que des talismans ou des charmes appelés agimat ou anting-anting, des protections de malédiction tels que buntot pagi et des concoctions d'huile sacrée, parmi une gamme variée d'objets. Toutes les classes sociales, y compris les chamans, respectent et vénèrent les statues de divinités (appelées larauan, bulul, manang, etc.), représentant une ou plusieurs divinités spécifiques au sein de leur panthéon ethnique, qui comprend des divinités non ancestrales et des ancêtres déifiés. Les termes plus généraux utilisés par les sources espagnoles pour les chamans indigènes de tout l'archipel étaient dérivés du tagalog et du visayan anito (« esprit ») ; ceux-ci incluent des termes comme maganito et anitera,,

### Les sorcières
Par antinomie aux chamans philippins, on retrouve dans le camp négatif les sorcières philippines, qui comprennent différents types de personnes ayant des professions et des connotations culturelles différentes selon le groupe ethnique auquel elles appartiennent. Parmi les exemples de sorcières dans un concept philippin, il est possible de citer la mannamay, la mangkukulam et la mambabarang. En tant que médiums spirituels et devins, les chamans sont remarquables pour contrer et prévenir les malédictions et les pouvoirs des sorcières, notamment grâce à l'utilisation d'objets spéciaux et de chants. Outre les chamans, il existe également d'autres types de personnes capables de contrer les magies spécifiques des sorcières, comme le mananambal, spécialisé dans la lutte contre le barang. On fait appel aux chamans pour contrer également les malédictions d'êtres surnaturels tels que les aswang. Cependant, parce que humains et mortels, les chamans ont par tradition une force physique vue comme limitée par rapport à la force d'un être aswang. Cet écart de force physique est généralement comblé par une dynamique de connaissance et d'esprit,,.

## Terres sacrées

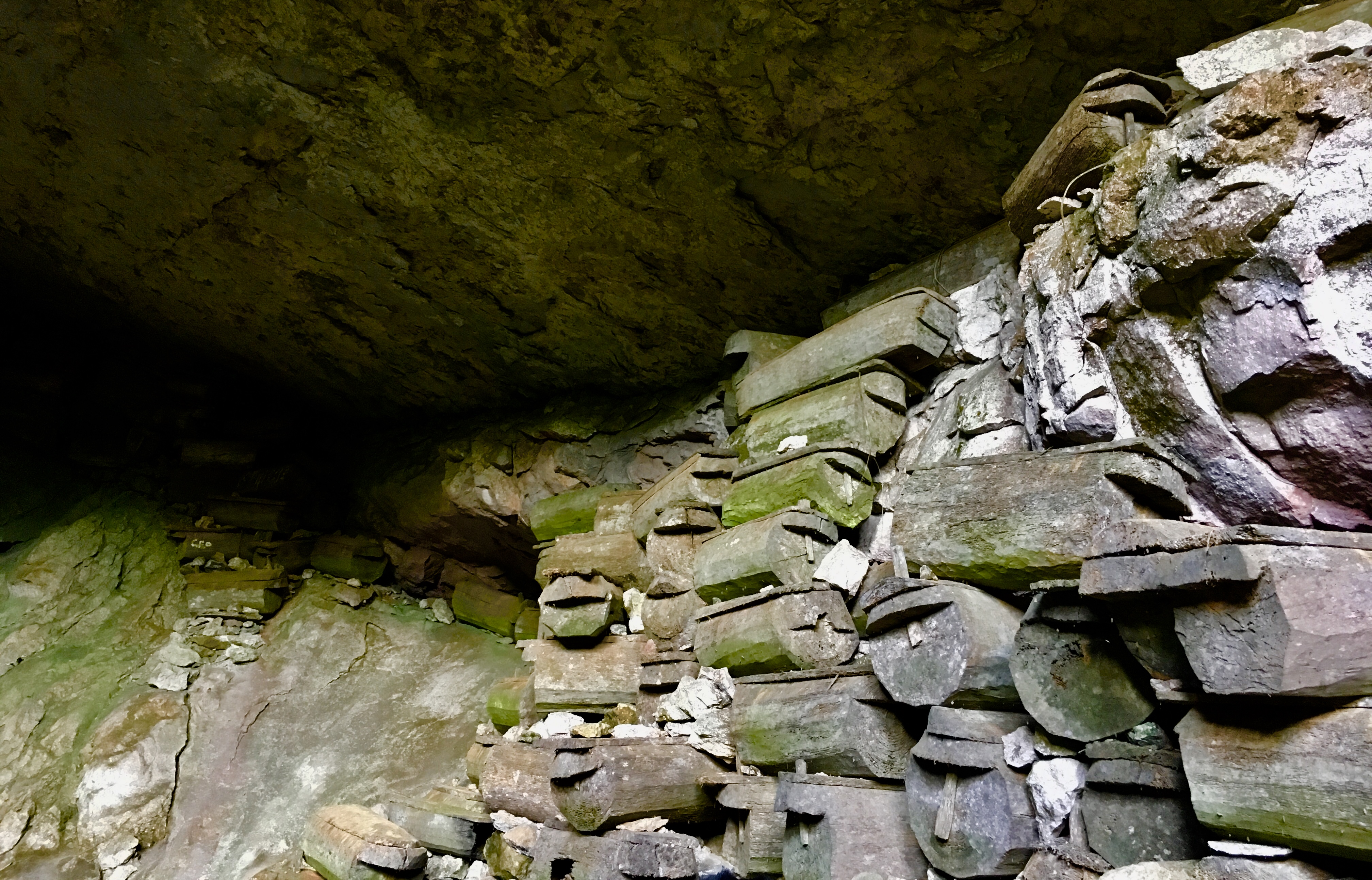
Une grotte funéraire de Kankanaey à Sagada avec des cercueils empilés pour former une sépulture céleste dans la grotte. Épargnée par la domination espagnole, la région n'a pas connu de destructions cultuelles. Sous l'occupation américaine, les habitants ont dissimulé l'emplacement de ce site sacré.

À l'instar de leurs ancêtres, les Philippins actuels qui continuent d'adhérer aux traditions religieuses locales ne disposent pas de « temples » cultuels dans le sens d'autres cultures étrangères,,. Cependant, ils ont des lieux sacrés, sanctuarisés, également appelés maisons des esprits. Ces sanctuaires peuvent varier en tailles, allant de petites plates-formes couvertes à des structures comparables à une petite maison (mais sans murs), à des lieux qui ressemblent à des pagodes, en particulier dans le sud où les premières mosquées ont également été modélisées de la même manière. Ces sanctuaires étaient connus sous divers termes indigènes, qui dépendent de l'association ethnique. Ils peuvent également être utilisés comme lieux de stockage de taotao et de cercueils d'ancêtres. Chez les Bicolanos, les taotao étaient également conservés à l'intérieur de grottes sacrées appelées moog,,,.
Lors de certaines cérémonies, les anito sont vénérés à travers des autels temporaires près des lieux sacrés. Ceux-ci étaient appelés latangan ou lantayan en Visayan, et dambana ou lambana en tagalog. Ces autels en bambou ou en rotin sont identiques dans leur construction de base dans la plupart des Philippines. Il s'agissait soit de petites plates-formes sans toit, soit de poteaux debout fendus à la pointe (semblables à une torche tiki). Ils tenaient des coquilles de noix de coco coupées en deux, des assiettes en métal ou des bocaux martabans comme réceptacles pour les offrandes. Un taotao peut parfois aussi être placé sur ces plateformes,.
D'autres types de lieux sacrés ou d'objets de culte de diwata incluent la manifestation matérielle de leurs domaines. Les arbres les plus vénérés étaient les figuiers des banians (également appelés nonok, nunuk, nonoc...) et les fourmilières ou termitières (punso). D'autres exemples incluent les montagnes, les chutes d'eau, les bosquets, les récifs et les grottes,,,,.
De nombreuses ethnies du pays partagent une « culture du culte de la montagne », où des montagnes particulières sont perçues comme les demeures de certaines divinités, de certains êtres et d'auras surnaturels. Des lieux de culte mythiques sont également présents dans certaines mythologies. Malheureusement, la majorité de ces lieux de culte (qui comprennent des objets associés à ces sites tels que des statues d'idoles et des documents anciens écrits en suyat) ont été détruits par les forces coloniales espagnoles entre les XVe et XIXe siècles, et ont subi des pillages lors de la domination américaine au début du XXe siècle. De plus, les terres utilisées par les autochtones pour le culte ont été converties par moquerie en églises et en cimetières par les forces étrangères. Les exemples de lieux de culte autochtones qui ont survécu au colonialisme sont principalement des sites naturels tels que des montagnes, des golfes, des lacs, des arbres, des rochers et des grottes. Des lieux de culte artificiels sont encore présents dans certaines communautés de provinces, notamment dans les domaines ancestraux où les gens continuent de pratiquer les religions de leurs ancêtres,,,.
Dans les croyances traditionnelles dambana, toutes les divinités, les êtres envoyés par la ou les divinités suprêmes et les esprits des ancêtres sont appelés collectivement anito ou diwata. Les êtres surnaturels non anito sont appelés lamang-lupa (êtres de la terre) ou lamang-dagat (êtres de la mer ou d'autres plans d'eau). Le dambana est généralement pris en charge par les chamans philippins, le chef spirituel indigène du barangay (communauté) et, dans une certaine mesure, le datu (chef politique du barangay) et le lakan (chef politique de la coalition du barangay). Initialement sans ornements et vénérés au minimum, les damabanas ont par la suite été remplis d'ornements autour des pratiques religieuses envers les statues larauan en raison des influences commerciales et religieuses de divers États indépendants et vassaux Il est orné de statues abritant des anito traditionnellement appelés larauan, des statues réservées aux futures pratiques funéraires appelées à notre époque likha, des rouleaux ou des documents avec la calligraphie en suyat baybayin, et d'autres objets sacrés pour les pratiques dambana comme le lambanog (vin de noix de coco distillé), tuba (vin de noix de coco non distillé), bulaklak ou fleurs (comme sampaguita, santan, gumamela, tayabak et orchidées locales), palay (riz non décortiqué), bigas (riz décortiqué), coquillages, perles, bijoux, perles, artisanat indigène tel que banga (poterie),épées traditionnelles et armes blanches (telles que kampilan, dahong palay, bolo et panabas ), accessoires corporels (comme singsing ou bagues, kwintas ou colliers et hikaw ou boucles d'oreilles), boucliers de guerre (de type kalasag), masques enchantés, armes de combat utilisées en pananandata ou kali, charmes appelés agimat ou anting-anting, protecteurs contre malédictions tels que buntot pagi, vêtements et broderies indigènes, nourriture et or sous forme de parures (ceintures d'or, colliers, bracelets de poignets et de chevilles) et de l'argent pour le troc (piloncitos et anneaux d'or),. Des statues d'animaux, notamment des chiens de races locales, gardent une structure dambana ainsi que des gravures et des calligraphies représentant des protections et des anito,.

## Reconnaissances, statuts et adhésion

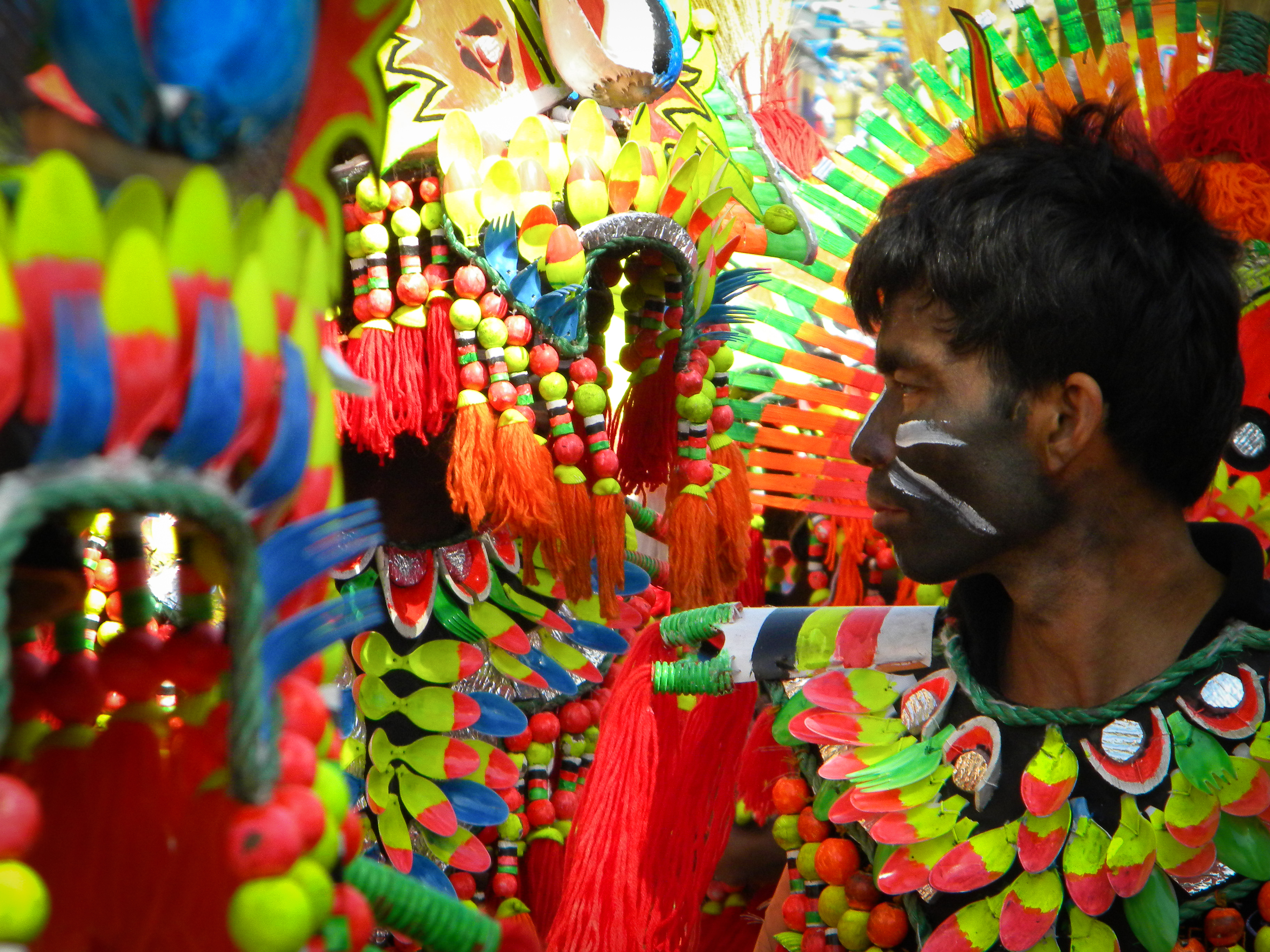
Participants d'Aklanon au festival Ati-Atihan, qui honore le peuple Ati et l'Aklanon depuis environ 1200 apr. J.-C. à travers une tradition d'action de grâce fondée sur la foi autochtone. Les colons espagnols, dans une tentative d'effacer les traditions religieuses locales, ont utilisé leur pouvoir politique et leurs idoles catholiques pour remplacer la liste originelle des lauréats du festival.

### Reconnaissance internationale
En 2014, l'agence internationale de surveillance astronomique Minor Planet Center (MPC) nomme l'astéroïde 1982 XB 3757 Anagolay, d'après la déesse tagalog des choses perdues, Anagolay. En 2019, l'Union astronomique internationale (UAI) renomme l'étoile Wasp 34 en Aman Sinaya, la divinité tagalog de l'océan, tandis que la planète Wasp 34-b est renommée Haik, un dieu de la mer tagalog. La même année, la plus grande caldeira du monde prend le nom de Apolaki Caldera, d'après le dieu du soleil dans les diverses religions philippines de Luçon. En 2021, trois ponts d'Albay prennent les noms de trois héros de l'épopée religieuse bicolano/ibalon, à savoir Baltog, Handyong et Bantog.

### Statuts officiels
Conformément à la loi sur le patrimoine culturel national, promulguée en 2010, le registre philippin des biens culturels (PReCUP) est créé afin que le gouvernement philippin regroupe en un seul enregistrement tous les biens culturels jugés importants pour le patrimoine culturel, tangibles et intangibles, des Philippines. Le registre protège une variété d'éléments du patrimoine philippin, y compris la culture du conte oral, la musique, les danses, les documents ethnographiques et les terres sacrées, entre autres. La loi sur le système national intégré d'aires protégées (NIPAS), telle que promulguée en 1992 et élargie en 2018, protège également certaines terres sacrées anitistes du pays.

### Adhésion
Les croyances traditionnelles des Philippines étaient largement répandues dans l'archipel, avant l'arrivée des religions abrahamiques. La majorité de la population, cependant, s'était convertie au christianisme en raison de la colonisation espagnole entre le XVIe siècle et la fin du XIXe siècle. La logique de conversion s'est poursuivie tout au long du XXe siècle pendant et après l'occupation américaine. La révolution philippine voit l'émergence de propositions pour faire revivre les religions traditionnelles philippines et leur conférer le statut de religions d'État, mais l'idée n'a pas prospéré, car l'objectif de l'époque se concentrait sur la guerre contre l'occupant américain.
L'Autorité philippine des statistiques note dans le recensement national de 2020 que 0,23 % de la population nationale philippine est affiliée à des religions folkloriques autochtones philippines, qu'elle a qualifiées de « religions tribales » dans leur recensement. Il s'agit d'une augmentation par rapport au recensement précédent de 2010 qui avait enregistré 0,19 %. Malgré le nombre actuel d'adhérents, de nombreuses traditions des religions folkloriques indigènes des Philippines ont été intégrées dans la pratique locale du catholicisme et de l'islam, aboutissant au « catholicisme populaire », et à « l'islam populaire ». Les croyants autochtones des Philippines continuent de se convertir aux religions abrahamiques sous l'impulsion du travail des missionnaires. Le phénomène constitue une préoccupation culturelle notable, car certaines pratiques et éléments de connaissances autochtones se perdent au fil des nouvelles conversions.